# 熊本薬学専門学校 (旧制)
| 熊本薬学専門学校 （熊薬） | 熊本薬学専門学校 （熊薬） |
| ------------------------- | ------------------------- |
| 創立                      | 1925年 （官立移管）       |
| 所在地                    | 熊本市                    |
| 初代校長                  | 安香堯行                  |
| 廃止                      | 1951年                    |
| 後身校                    | 熊本大学                  |
| 同窓会                    | 熊本大学 薬学部同窓会     |

熊本薬学専門学校 （くまもとやくがくせんもんがっこう） は、1925年 （大正14年） に官立移管により設立された旧制薬学専門学校。略称は熊薬、熊本薬専。本項では私立熊本薬学校・私立九州薬学専門学校などの前身諸校についても記述する。

## 概要
- 1756年 （宝暦6年）熊本藩御薬園 「蕃滋園」創設。蕃滋園由来の薬木が現在も熊本大学薬学部薬用植物園で栽培されている。
- 1885年 （明治18年）私立熊本薬学校創立。
- 1910年 （明治43年）専門学校令による私立九州薬学専門学校昇格。1925年官立熊本薬学専門学校移管。

学制改革で新制熊本大学薬学部の母体となった。同窓会は熊本大学薬学同窓会（熊薬会） と称し、旧制・新制合同の会である。

## 沿革

### 前史
1872年 （明治5年） までの年月日は旧暦で示す。
- 元文年間 （1736年 から 1741年）- 医師 村井見朴、家塾 「復陽洞」 を開設[1]。
- 1756年（宝暦6年）
  - 7月 - 藩主細川重賢、御薬園「蕃滋園」（ばんじえん）を開園。場所は現・熊本市中央区薬園町で、藤井家が代々管理役を務める。
  - 9月[2] - 細川重賢、医学校 「再春館」[3]を角井（現・熊本市西区二本木）に創設。蕃滋園は再春館の実験場・実習場となる。
- 1757年（宝暦7年）1月19日 - 再春館開講。本道（内科）・外科・眼科・児科・婦科・口科・鍼科・按摩科。引経科で解剖学、物産科で薬学を講義。
- 1870年（明治3年）
  - 7月 - 再春館が閉鎖。
  - 10月 - 閉鎖された再春館が古城治療所に継承。以後の歴史は熊本医科大学 (旧制)を参照。
- 1871年（明治4年）- 蕃滋園が廃藩置県により、藤井家の個人所有となる。
  - 同園の薬草薬木は、1890年（明治23年）、藤井家から第五高等中学校に寄附。一部は熊本大学薬学部薬用植物園に継承[4]。

### 私立熊本薬学校時代
- 1885年（明治18年）
  - 2月 - 熊本医学校教諭 蔵田孝貞・志村釼七郎ら、私立熊本薬学校設立願を県令に提出。
  - 3月3日 - 私立熊本薬学校の設立が認可 （薬学校通則にいう乙種薬学校）。
    - 場所は熊本区紺屋今町49番地。修業年限を2年とし、出願資格を 16歳以上で小学校中等科卒業以上の学力を有する者とする。

  - 4月1日 - 仮開校式を挙行。
- 1886年（明治19年）5月 - 熊本 手取本町に移転。
- 1887年（明治20年）
  - 9月 - 熊本 山崎町19番地の新校舎に移転。
  - 11月26日 - 開校式兼第1回卒業式を挙行。
- 1888年（明治21年）1月 - 平山増之助に初代校長を嘱託。
- 1893年（明治26年）8月 - 優等卒業者は五高医学部薬学科3年への無試験編入が認められる。
- 1899年（明治32年）6月 - 無試験編入制度を廃止。
- 1900年（明治33年）4月 - 予科を設置。
- 1902年（明治35年）5月 - 予科を廃止。
- 1905年（明治38年）12月 - 校友会雑誌を創刊。
- 1906年（明治39年）4月 - 修業年限を2年半に延長。

### 私立九州薬学校時代
- 1908年（明治41年）4月1日 - 私立九州薬学校と改称。学校組織を社団法人化。
- 1909年（明治42年）3月 - 飽託郡九品寺村78番地の新校舎（現・熊本市中央区大江本町、熊本大学薬学部所在地）に移転。

### 九州薬学専門学校時代
- 1910年（明治43年）
  - 1月21日 - 専門学校令により「私立九州薬学専門学校」設立認可。本科（3年制、中学卒対象）・別科 （従来の乙種薬学校） を設置。
  - 9月 - 本科第1回入学式を挙行。
- 1911年（明治44年）5月 - 県立高等女学校旧建物の払い下げを受け、校舎を増設。
- 1912年（大正元年）11月15日 - 文部省告示第42号により、本科卒業生に無試験で薬剤師免許が認められる。
- 1913年（大正2年）
  - 4月 - 本科卒業生を 「私立九州薬学専門学校薬学士」 と称する件が認可。別科を2年制に変更。
  - 10月29日 - 本科第1回卒業式を挙行。
- 1915年（大正4年）1月 - 学校組織を財団法人化。初代会長に佐上信一（熊本県学務課長）が就任。
- 1918年（大正7年）
  - 4月 - 別科を廃止。
  - 10月 - 校歌「天龍猛る阿蘇の峰」（江口正男ほか作詞、若狭万次郎 作曲）を制定。
- 1919年（大正8年）
  - 3月 - 財政上の理由で寄宿舎を廃止。
  - 9月 - 文部省令第24号（6月21日付）により、九州薬学専門学校と改称。
  - 10月 - 同窓会「蘇杏会」が発足。
- 1920年（大正9年）
  - 11月 - 生徒委員ら、官立への移管運動を開始。
  - 12月 - 九州薬学専門学校官立期成会を発会。
- 1921年（大正10年）3月 - 衆議院、九州薬専を文部省所管に移す建議案可決。
- 1922年（大正11年）4月 - 正式に官立移管願を提出。

### 官立熊本薬学専門学校時代
- 1925年（大正14年）
  - 1月31日 - 勅令第6号により、文部省直轄諸学校官制改正により熊本薬学専門学校設置。
  - 3月3日 - 校則を制定 （熊専6号）。
  - 3月31日 - 九州薬学専門学校を廃止 （熊専10号）。九州薬学専門学校財団法人は1931年（昭和6年）7月29日に解散。
  - 4月1日 - 熊本薬学専門学校が開校。
- 1927年（昭和2年）4月13日 - 旧本館・図書室・武道場を焼失。
- 1928年（昭和3年）10月27日 - 新築校舎落成式を挙行。
- 1931年（昭和6年）11月18日 - 天皇行幸。
- 1935年（昭和10年）1月 - 製薬工場1棟が完成。
- 1938年（昭和13年）11月6日 - 校内開放 （学園祭） で爆発事故が発生。2名即死、2名重傷[5]。
- 1944年（昭和19年）1月 - 藤田校長、石坂繁代議士経由で 「化学専門学校」 への改称意見書を提出。
  - 4科編成 （分析化学・合成化学・厚生化学・製薬化学。後2科が薬剤師育成を担当） 化など。
- 1945年（昭和20年）
  - 4月 - 従来の本科を厚生薬学科と改称。製造薬学科を増設[6]。
  - 7月1日 - 熊本空襲で実験室6棟を焼失。
- 1946年（昭和21年）4月 - 男女共学化。女子生徒2名入学。
- 1949年（昭和24年）5月31日 - 新制熊本大学の発足に伴い、熊本大学熊本薬学専門学校となる。
  - 新入生は薬学部生となる。在学生が卒業するまで薬学専門学校は存続。
- 1951年（昭和26年）3月31日 - 最後の卒業生を送り出し、旧制熊本薬学専門学校が廃止 （法律第84号）。

## 歴代校長
私立熊本薬学校
- 校長： 平山増之助 （1888年1月 - 1889年7月）
- 校長： 中西司馬 （1889年7月 - 1895年4月）
- 校長： 森本栄太郎 （1895年4月 - 1903年5月）
- 校長： 安香堯行 （1903年5月 - 1908年3月）

私立九州薬学校
- 校長： 安香堯行 （1908年4月 - 1910年1月）

九州薬学専門学校
- 校長： 安香堯行 （1910年1月 - 1925年3月）

官立熊本薬学専門学校
- 校長： 安香堯行 （1925年2月24日 - 1928年1月5日死去）
- 校長事務取扱： 森本栄太郎 （1928年1月5日 - 1928年2月17日）
- 校長： 村山義温 （1928年2月17日 - 1942年3月31日）
- 校長： 藤田穆 （1942年3月31日 - 1951年3月31日）
  - 新制熊本大学薬学部 初代学部長

## 校地の変遷と継承
前身の九州薬学専門学校以来、熊本市大江本町の校地を使用し続けた。大江校地は後身の新制熊本大学薬学部に継承され、現在に至っている。

## 著名な出身者
熊本大学の人物一覧を参照。

## 関連書籍
- 熊薬百年史資料収集・企画・編集委員会（編）　『熊薬百年史』　熊薬百周年記念事業会、1986年3月。